# LGBT

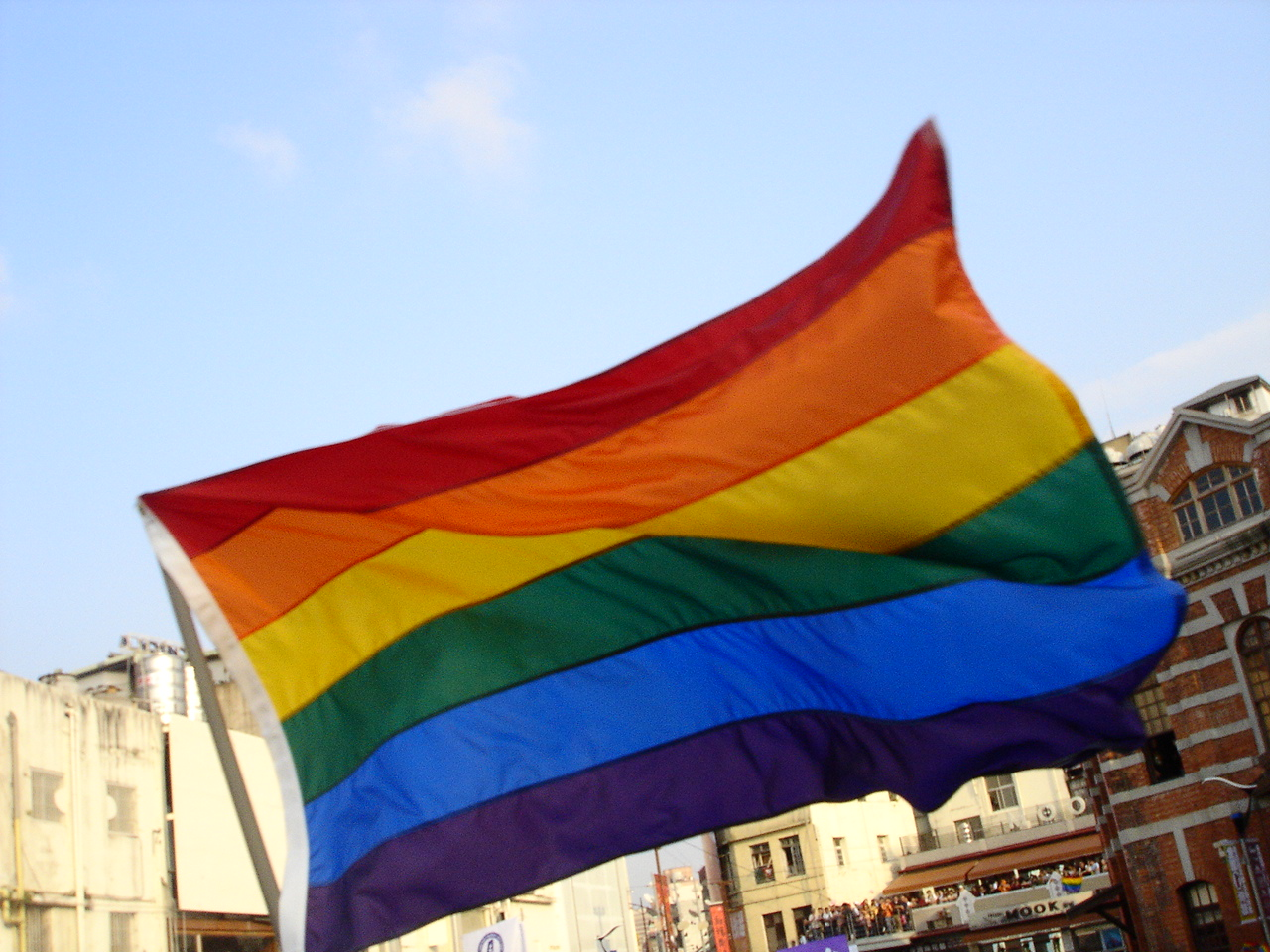
Duhová vlajka, jakožto symbol LGBT komunity a hnutí

LGBT ([el gé bé té, el dží bí tý], dříve častěji také GLBT) je zkratka označující lesby, gaye, bisexuály a transgender osoby. Mnohdy je však užívána k souhrnnému označení celého spektra sexuálních a genderových identit, objevuje se proto i varianta LGBTQIA rovněž zastřešující queer, intersex a asexuální osoby, případně jen LGBTQ nebo LGBT+ ve smyslu „LGBT a další identity“. Užívá se obvykle k souhrnnému označení komunit či hnutí těchto osob a termínů s nimi souvisejících.

## Historie pojmu
Období na přelomu 60. a 70. let 20. století v USA, krátce po Stonewallských nepokojích v newyorské Greenwich Village, bývá považováno za počátek moderního homosexuálního hnutí ve světě. Vymezení této menšiny či komunity jako „homosexuální“ však bývá vnímáno jako zjednodušující a zpochybňováno kvůli tomu, že marginalizuje další sexuální menšiny, které sdílejí podobné charakteristiky či osudy. Např. výbor pro gay a lesbické záležitosti Americké psychologické asociace doporučil v roce 1989 autorům odborných textů přistupovat k termínu homosexualita a z něj odvozených výrazů jako k zastaralým a neadekvátním.
S postupnou emancipací jednotlivých menšin se začalo používat sousloví „gay a lesbický“ a od něj odvozená zkratka GL (též G/L nebo G&L), v pozdních 80. letech 20. století doplněná o B pro bisexuální osoby. V souvislosti s oživením veřejného angažmá lidí s transgender identitou (trans lidí) na přelomu 80. a 90. let byla zkratka rozšířena ještě o písmeno T. Přibližně ve stejné době se navíc písmeno L začalo více objevovat na prvním místě zkratky, a to v souvislosti s větším prosazováním lesbické části hnutí a feministického proudu v ní. Vznikla tak obecně užívaná zkratka LGBT.
Ta je mnohdy užívána k pojmenování celého spektra neheterosexuálních a necisgenderových identit, nejen výlučně leseb, gayů, bisexuálních a trans lidí. Od počátku 21. století se tak lze setkat i s inkluzivnější podobou této zkratky, která tuto rozmanitost uvnitř komunity zohledňuje, tedy LGBTQIA zahrnující i queer, intersex a asexuální osoby, případně jen LGBTQ nebo LGBT+ ve smyslu „LGBT a další identity“. Kromě zkratkového pojmenování lze využít i samostatně stojícího slova queer, které jednoduše označuje všechny, co nejsou heterosexuální nebo cis.
Písmeno Q též někdy v angličtině představuje „questioning“, tedy nejisté, nevyhraněné osoby, které svou sexuální orientaci nebo genderovou identitu teprve objevují. Objevují se i varianty zahrnující písmena P pro „pansexuály“ nebo „polyamoriky“, SA pro „straight allies“ či F pro „fetish“ nebo K pro „kinks“ (jako třeba komunitu lidí vyznávajících BDSM).
Nové zkratky jsou obvykle uplatňovány i zpětně do doby, kdy je LGBT hnutí nepoužívalo nebo samo ještě ani neexistovalo (což někdy bývá předmětem kritiky).[zdroj?]

## LGBT práva
Postupem času se jednotlivé komunity začaly snažit prosadit svá rovná práva, a to po celém světě. V České republice se od roku 2011 každoročně koná festival Prague Pride, kde se příslušníci LGBT komunity a jejích podporovatelé setkávají a diskutují mimo jiné o stavu práv a situaci v zemi. Kromě pridu v Praze se průvody hrdosti a jiné akce konají i v dalších českých městech (více zde).
V politickém spektru se podporou LGBT práv vyznačují zejména liberální a progresivní levicové strany, směrem doprava blíže konzervatismu podpora klesá.